# Жовтошиїй ібіс
Жовтошиїй ібіс (Theristicus) — рід птахів родини Ібісові (Threskiornithidae). Вони мешкають у відкритих, трав'янистих місцях в Південній Америці. Вони мають довгі, темні загнуті дзьоби, відносно короткі червоні ноги, які не виходять за хвіст в польоті і принаймні сіра спина.

## Класифікація
Описано 3 види:
- Ібіс блакитний (Theristicus caerulescens)
- Ібіс білокрилий (Theristicus caudatus)
- Ібіс сірокрилий (Theristicus melanopis)